# Queimada
La queimada (en gallec; en català, literalment, "cremada") és una forta beguda alcohòlica de la tradició gallega. Segons la tradició, aquesta beguda presa després de la pronunciació del conjur funciona com a protecció contra maleficis, a més de mantenir els esperits i altres éssers malvats allunyats de qui l'ha begut.

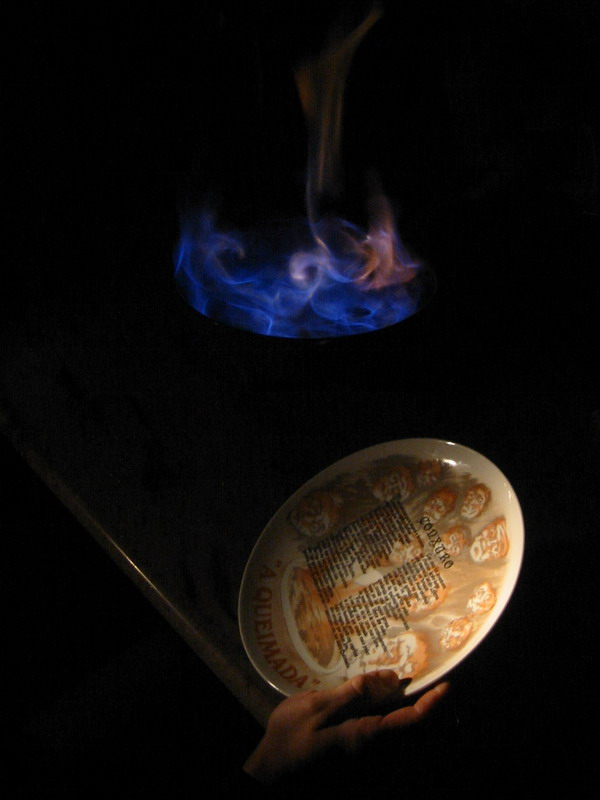
Conjur

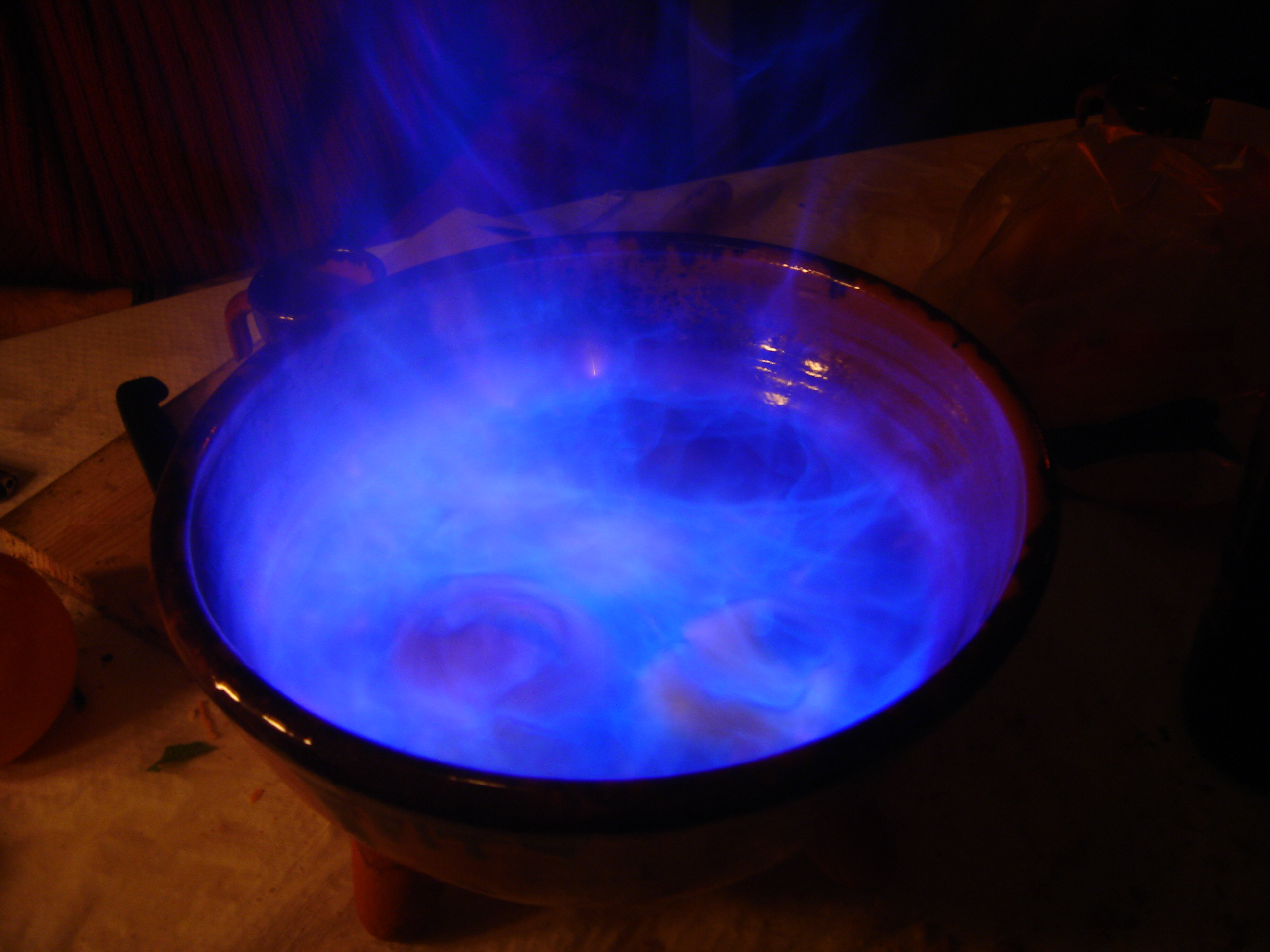
Foc blau característic de la Queimada

## Tradició
Tot el ritual de preparació està dirigit a allunyar als dolents esperits i a les "meigas" que, segons la tradició, aguaiten als homes i dones per a intentar maleir-los ja sigui per diversió, per venjança, per alguna cosa que han realitzat anteriorment, o per qualsevol altre motiu. Qualsevol ocasió és bona per a realitzar una queimada: una festa, reunions familiars o d'amics. Després del sopar, en la foscor de la nit (que és un dels millors moments per a realitzar-la), els comensals es reuneixen al voltant de la queimada, per a animar els cors i estrènyer els llaços d'amistat. Un d'ells s'encarregarà de donar-li el toc final aixecant amb un cullerot el líquid en flames i deixant-lo caure a poc a poc en el recipient mentre pronuncia el conjur, el que crea un ambient molt especial.

## Ingredients
Els seus ingredients principals són l'aiguardent i el sucre, als quals generalment se'ls afegix: escorça de llimona o taronja, uns pocs grans de cafè sense moldre. A això se li poden afegir trossos de poma, raïm o algun altre ingredient, els quals s'afegixen de forma independent segons la tradició de la zona.

## Preparació
En un recipient de fang cuit s'aboca l'aiguardent i el sucre en la proporció d'uns 120 grams per litre, els altres ingredients i es remou. En un recipient més petit (generalment el cullerot amb el qual es remou) s'agafa a part una petita quantitat de queimada, sense llimona ni cafè (només l'aiguardent i el sucre dissolt), es mullen les vores del cullerot amb la beguda i se li cala foc. Quan estigui cremant es fica el cullerot en el recipient gran fins que el foc s'estengui per tota la superfície. A continuació es regira lentament deixant que pugin les flames de l'alcohol i creant cascades amb elles. A continuació es posa en el cullerot sucre sol i es col·loca sobre la queimada fins que aquest es fon convertint-se en almívar, que s'aboca sobre les flames i es remou. Es regira fins que consumit l'alcohol la queimada s'apagui per si sola, o només quedin les vores cremant, que no s'apaguessin. Quan comença a apagar-se, però mentre l'aiguardent encara crema, es recita el "esconxuro" (també anomenat conxuro). Se serveix la queimada calenta, quan s'hagi apagat gairebé per complet, incloent també els grans de cafè, peles de llimona, trossos de poma i taronja i es beu. A vegades cal bufar per a apagar alguna de les flames que arriben al got, per a no cremar-se.

## Conxurooesconxuro
A continuació el esconxuro que es recitarà en veu alta i que espantarà els esperits dolents i les meigas:

### Engalego
Mouchos, coruxas, sapos e bruxas.
Demos, trasnos e diaños, espíritos das neboadas veigas.
Corvos, píntegas e meigas: feitizos das menciñeiras.
Podres cañotas furadas, fogar dos vermes e alimañas.
Lume das Santas Compañas, mal de ollo, negros meigallos, cheiro dos mortos, tronos e raios.
Ouveo do can, pregón da morte; fuciño do sátiro e pé do coello.
Pecadora lingua da mala muller casada cun home vello.
Averno de Satán e Belcebú, lume dos cadáveres ardentes, corpos mutilados dos indecentes, peidos dos infernais cus, muxido da mar embravecida.
Barriga inútil da muller solteira, falar dos gatos que andan á xaneira, guedella porca da cabra mal parida.
Con este fol levantarei as lapas deste lume que asemella ó do Inferno, e fuxirán as bruxas a cabalo das súas vasoiras, índose bañar na praia das areas gordas.
Oíde! Oíde os ruxidos que dan as que non poden deixar de queimarse no augardente quedando así purificadas.
E cando esta beberaxe baixe polas nosas gorxas, quedaremos libres dos males da nosa alma e de todo embruxamento.
Forzas do ar, terra, mar e lume, a vós fago esta chamada:
se é verdade que tendes máis poder que a humana xente, eiquí e agora, facede que os espíritos dos amigos que están fóra,
participen con nós desta Queimada.

### Encatalà
Mussols, òlibes, gripaus i bruixotes.
Dimonis, follets i diables, esperits de les nebuloses valls.
Corbs, salamandres i magues: encisos de les remeieres.
Podrides canyes foradades, llar dels cucs i feristeles.
Foc de les Santes Companyes, mal d'ull, negres encisos, olor dels morts, trons i llamps.
Udol del gos, pregó de la mort; musell del sàtir i peu del conill.
Pecadora llengua de la mala dona casada amb un home vell.
Infern de Satan i Belzebú, foc dels cadàvers ardents, cossos mutilats dels indecents, pets dels infernals culs, bramul de la mar embravida.
Ventre inútil de la dona soltera, miols dels gats que caminen en zel, grenya bruta de la cabra mal parida.
Amb aquesta manxa aixecaré les flames d'aquest foc que s'assembla al de l'infern, i fugiran les bruixotes a cavall de les seves escombres, anant a nedar en la platja de les sorres grosses.
Escolteu, escolteu! els rugits que donen les que no poden deixar de cremar-se en l'aiguardent i queden així purificades.
I quan aquest beuratge baixi per les nostres goles, quedarem lliures dels mals de la nostra ànima i de tot encís.
Forces de l'aire, terra, mar i foc, a vosaltres faig aquesta crida: si és veritat que teniu més poder que la humana gent, aquí i ara, feu que els esperits dels amics que són fora participin amb nosaltres en aquesta queimada.